# Maria Dąbska
Maria Magdalena Dąbska z domu Suchy (ur. 20 lipca 1921 w Brodnicy, zm. 20 lipca 2014) – polska lekarka, patomorfolog, profesor medycyny, jako pierwsza opisała rzadki nowotwór nazwany na jej cześć guzem Dąbskiej .

## Życiorys
Jej ojciec, Paweł Suchy (1897–1932) był właścicielem małej destylarni. Po jego śmierci przeniosła się wraz z matką i bratem do Warszawy. Podczas II wojny światowej działała w ruchu oporu w Warszawie. Jako członek Armii Krajowej brała udział w powstaniu warszawskim – wraz z bratem Tadeuszem udzielała pomocy rannym powstańcom, przenosiła leki i broń, m.in. w okolicy ul. Twardej.
Po wojnie studiowała patologię w Akademii Medycznej w Gdańsku. Jej mentorami byli profesorowie: Wilhelm Czarnocki, Franciszek Łukaszczyk, Józef Laskowski, Tadeusz Koszarowski.
W 1957 roku odbyła półroczny staż na Uniwersytecie w Leeds u onkopatologa prof. Ruperta Allana Willisa. W 1969 roku opublikowała wyniki wielu lat badań i opisała jako pierwsza rodzaj guza, nazwanego później jej nazwiskiem - guz Dąbskiej . Razem z Januszem Buraczewskim była autorką pierwszego na świecie opracowania symptomatologii torbieli aneuryzmatycznej. Zaproponowano jej prestiżowe stanowisko w Światowej Organizacji Zdrowia. Zdecydowała się jednak kontynuować pracę w Instytucie Onkologii im. Marii Skłodowskiej-Curie w Warszawie. Będąc przez dekadę Kierownikiem Zakładu Patologii Nowotworów kształciła kolejne pokolenie specjalistów z ośrodków onkologicznych z całej Polski. Rocznie udzielała do tysiąca pięciuset konsultacji, stając się najwyższym autorytetem w swojej dziedzinie.
W latach 80. była przyjmowana z najwyższymi honorami przez władze instytutów medycznych w Londynie, Sztokholmie, Bonn, Rochester, Stanford. Wybuch stanu wojennego zastał ją w Niemczech, tam też pozostała i rozpoczęła pracę w Uniwersyteckim Szpitalu Klinicznym w Siegen, w klinice prof. Gunthera Schimmera. W 1988 po przejściu na emeryturę, przeniosła się do Hallandale Beach na Florydzie w Stanach Zjednoczonych. W 2006 powróciła do Polski, zamieszkała w Warszawie w bloku mieszkalnym zwanym Domem Pisarzy.
Została pochowana na  cmentarzu parafii pw. Św. Katarzyny Aleksandryjskiej w Brodnicy.

## Życie prywatne
W 1953 roku wyszła za mąż za Krzysztofa Dąbskiego. Jej jedyny syn Krzysztof również został lekarzem. 

## Osiągnięcia

### Członkostwo w towarzystwach naukowych
- Polskie Towarzystwo Patologów[11].
- Polskie Towarzystwo Onkologiczne[12].
- Rada Redakcyjna czasopisma "Nowotwory. Journal of Oncology" (od 1975 r.)[13].

### Wybrane publikacje
Była autorką lub współautorką paruset publikacji naukowych w języku angielskim i polskim, m.in.:
- Dąbska M., Buraczewski J. Aneurysmal bone cyst – pathology, clinical course and radiologic appearances.. „Cancer”, s. 371-389, 1969-02-23. Nowy Jork: American Cancer Society. ISSN 0008-543X. PMID: 5764977. (ang.).
- Dąbska M. Malignant endovascular papillary angioendothelioma of the skin in childhood. Clinicopathologic study of 6 cases. „Cancer”. 24. 3, s. 503-510, 1969. PMID: 5343389.
- Dąbska M., Wronkowski Z., Kułakowski A.: Rak skóry. Państwowy Zakład Wydawnictw Lekarskich, 1978, s. 97.

## Ordery i odznaczenia
- Krzyż Komandorski Orderu Odrodzenia Polski (odznaczona w dn. 11 listopada 2012 r. postanowieniem Prezydenta Rzeczypospolitej Polskiej za wybitne osiągnięcia w pracy naukowo-badawczej i działalności dydaktycznej, za zasługi na rzecz rozwoju nauk medycznych w Polsce i na świecie)[14].